# Lista de unidades federativas do Brasil por repasses federais
Esta é uma lista de unidades federativas do Brasil por repasses federais segundo dados de 2023 da Controladoria-Geral da União. Na lista consta o total destinado aos favorecidos situados nas unidades federativas e municípios.
| Posição | Unidade federativa       | Governo do Estado (R$) | Municípios (R$)   | Valor Total (R$)   |
| ------- | ------------------------ | ---------------------- | ----------------- | ------------------ |
| —       | Brasil                   | —                      | —                 | 679.135.163.597,12 |
| 1       | São Paulo                | 19.209.716.510,51      | 51.671.653.292,85 | 70.881.369.803,36  |
| 2       | Rio de Janeiro           | 31.415.779.183,49      | 36.918.102.073,78 | 68.333.881.257,27  |
| 3       | Minas Gerais             | 12.407.120.724,42      | 43.106.550.357,63 | 55.513.671.082,05  |
| 4       | Bahia                    | 18.433.376.236,40      | 34.764.916.585,33 | 53.198.292.821,73  |
| 5       | Ceará                    | 12.715.885.267,19      | 22.402.812.607,86 | 35.118.697.875,05  |
| 6       | Maranhão                 | 12.284.429.309,45      | 21.539.369.790,07 | 33.823.799.099,52  |
| 7       | Pará                     | 12.768.195.178,30      | 20.319.676.283,84 | 33.087.871.462,14  |
| 8       | Pernambuco               | 13.718.163.159,28      | 17.994.201.327,49 | 31.712.364.486,77  |
| 9       | Paraná                   | 8.952.416.252,80       | 20.892.881.080,52 | 29.845.297.333,32  |
| 10      | Rio Grande do Sul        | 6.797.834.169,86       | 19.916.509.414,83 | 26.714.343.584,69  |
| 11      | Paraíba                  | 7.936.518.979,65       | 11.569.653.160,40 | 19.506.172.140,05  |
| 12      | Goiás                    | 6.176.379.578,19       | 12.442.413.090,10 | 18.618.792.668,29  |
| 13      | Piauí                    | 7.532.683.533,73       | 10.751.829.104,36 | 18.284.512.638,09  |
| 14      | Alagoas                  | 7.285.695.194,27       | 9.966.814.713,60  | 17.252.509.907,87  |
| 15      | Santa Catarina           | 4.359.893.847,74       | 12.354.118.354,98 | 16.714.012.202,72  |
| 16      | Amazonas                 | 7.190.191.251,10       | 8.536.091.931,83  | 15.726.283.182,93  |
| 17      | Rio Grande do Norte      | 7.074.457.809,38       | 8.453.582.633,08  | 15.528.040.442,46  |
| 18      | Espírito Santo           | 5.422.343.276,99       | 6.815.533.741,94  | 12.237.877.018,93  |
| 19      | Sergipe                  | 6.755.747.400,52       | 5.301.847.685,07  | 12.057.595.085,59  |
| 20      | Tocantins                | 6.756.441.170,80       | 4.997.756.804,92  | 11.754.197.975,72  |
| 21      | Mato Grosso              | 4.444.456.769,38       | 6.420.759.135,81  | 10.865.215.905,19  |
| 22      | Rondônia                 | 5.230.923.383,99       | 3.441.184.894,16  | 8.672.108.278,15   |
| 23      | Mato Grosso do Sul       | 2.871.243.828,51       | 5.790.798.910,77  | 8.662.042.739,28   |
| 24      | Distrito Federal         | 3.563.936.768,67       | 4.812.555.068,48  | 8.376.491.837,15   |
| 25      | Acre                     | 6.090.171.416,94       | 2.257.079.690,46  | 8.347.251.107,40   |
| 26      | Amapá                    | 6.050.411.843,55       | 2.216.989.818,71  | 8.267.401.662,26   |
| 27      | Roraima                  | 4.644.413.446,09       | 2.169.849.474,66  | 6.814.262.920,75   |
| —       | Localidade não informada | 14.530.099.315,95      | 8.690.707.762,44  | 23.220.807.078,39  |